# 上阿蘇阿茹鄉
47°34′01″N 23°10′56″E / 47.56694°N 23.18222°E
上阿蘇阿茹鄉（羅馬尼亞語：Comuna Asuaju de Sus, Maramureș），是羅馬尼亞的鄉份，位於該國西北部，由馬拉穆列什縣負責管轄，面積59平方公里，海拔高度199米，2007年人口1,581，人口密度每平方公里27人。